# BYD F3DM
El BYD F3DM es un automóvil híbrido eléctrico enchufable sedán del segmento C fabricado en China por BYD Auto. El F3DM fue lanzado al mercado chino el 15 de diciembre de 2008, convirtiéndose en el primer híbrido enchufable de producción comercial del mundo. Inicialmente las ventas fueron limitadas a flotas comerciales y gubernamentales, hasta que en marzo de 2010 comenzaron las ventas al público en general en la ciudad de Shenzhen. Durante su primer año el F3DM vendió solamente 48 unidades en el mercado doméstico. El F3DM se lanzó en Europa y Estados Unidos en 2011.

## Historia

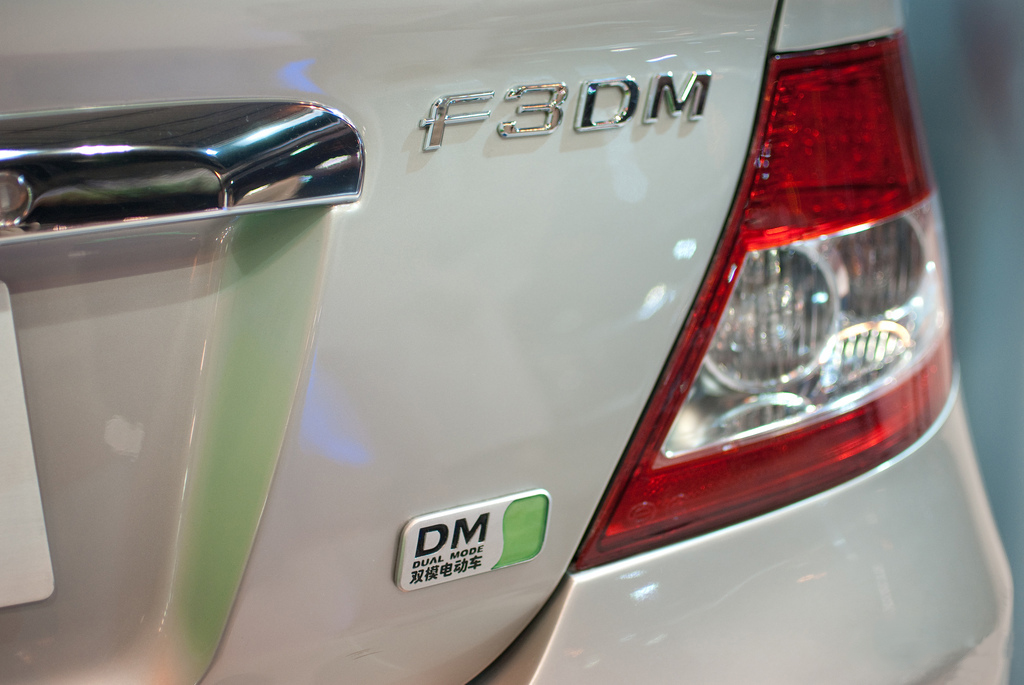
Logo del BYD F3M.

El F3DM fue introducido en el Salón del Automóvil de Ginebra en marzo de 2008, precedido por el BYD F6DM que fue presentado en el Salón del Automóvil de Detroit en enero de 2008.

## Tecnología y autonomía

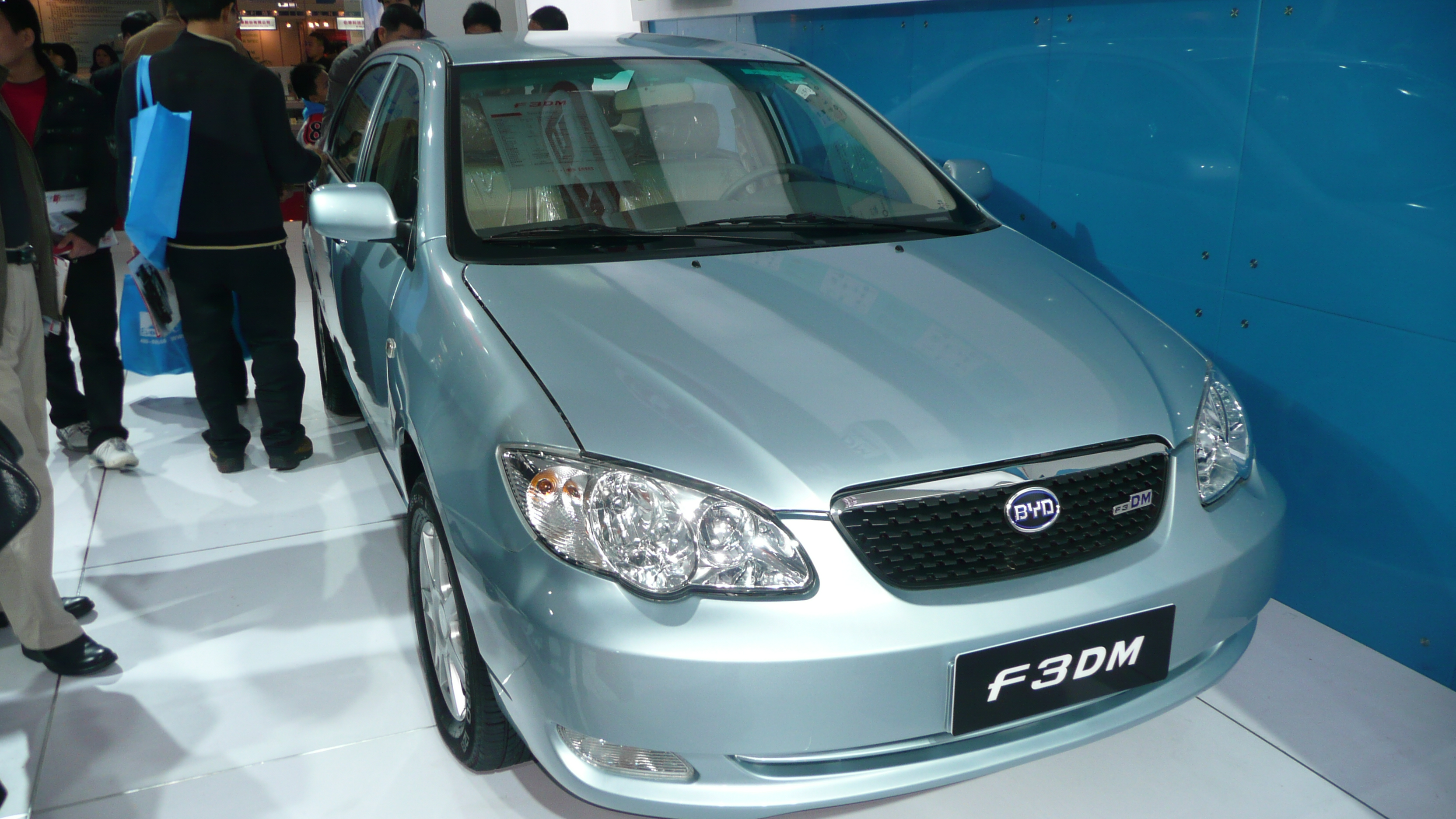
BYD F3DM.

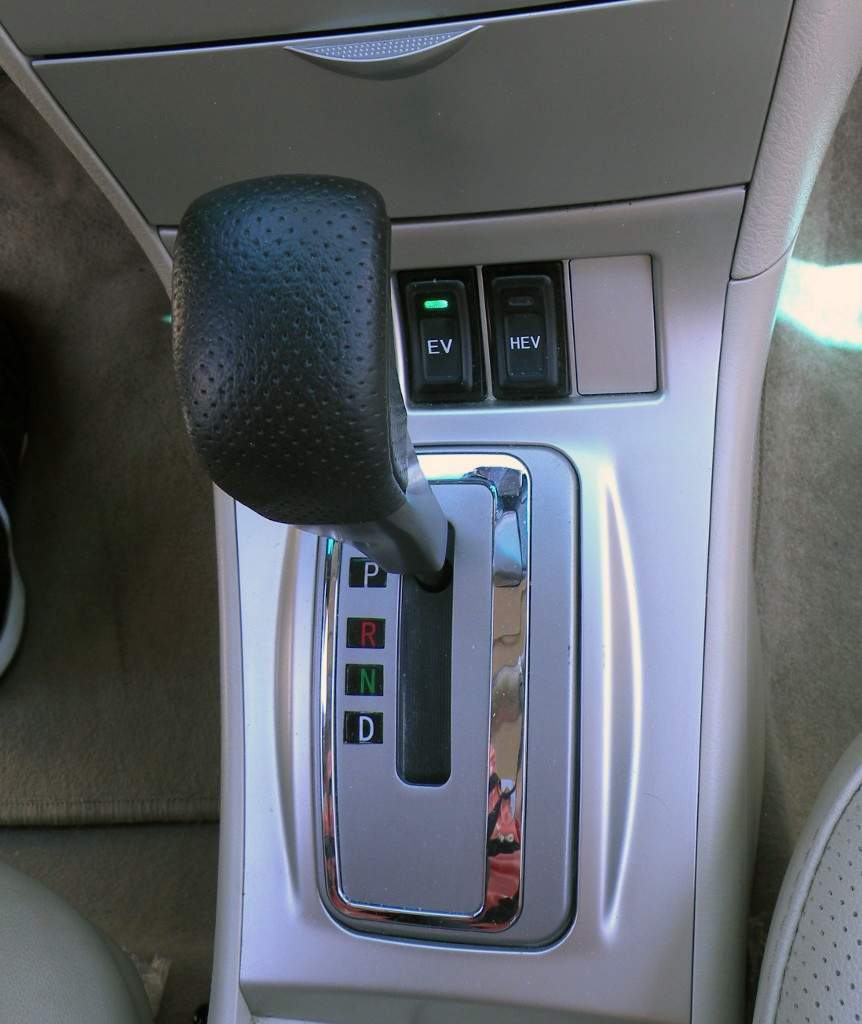
Dos interruptores permiten seleccionar el modo eléctrico o híbrido.

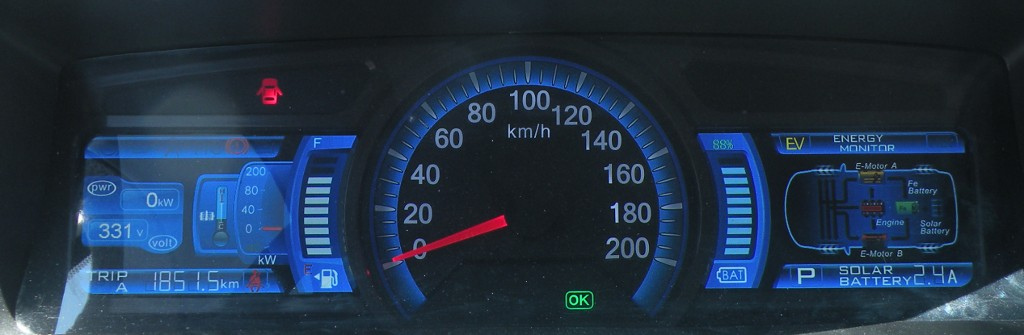
Pantalla de información.

El F3DM funciona con un sistema de tecnología híbrida dual que combina la tracción motriz de sus motores tanto en serie como en paralelo, utiliza un paquete de baterías de iones de litio fosfato (LiFePO4) de 50 kW, un motor de combustión interna de gasolina de 998 cc y dos motores eléctricos, uno de 25 kW y el otro de 50 kW.
La potencia combinada es de 125 kW (170 CV).
BYD Auto explicó que prefirieron baterías de LiFePO4 porque son más seguras y químicamente más estable, a pesar de que la energía en cada celda es menor (100 Wh/kg) comparada con las baterías convencionales de iones de litio (150 a 200 Wh/kg). El tiempo de recarga de las baterías en un enchufe casero normal es de 7 horas y pueden ser recargadas hasta 2.000 veces.
Según BYD la autonomía del F3DM en modo exclusivamente eléctrico es de 60 km (37 mi).

Dispone de cambio automático, sensores de aparcamiento, airbags, ABS, EBD y sistema de freno regenarativo.
Acelera de 0 a 100 km/h en 10,5 segundos.
La velocidad máxima es de 150 km/h.
Tiene homologado un consumo de 2,6 l/100 km.
El maletero tiene una capacidad de 470 litros.
Tiene una garantía de 5 años sin límite de kilómetros.

### Techo solar

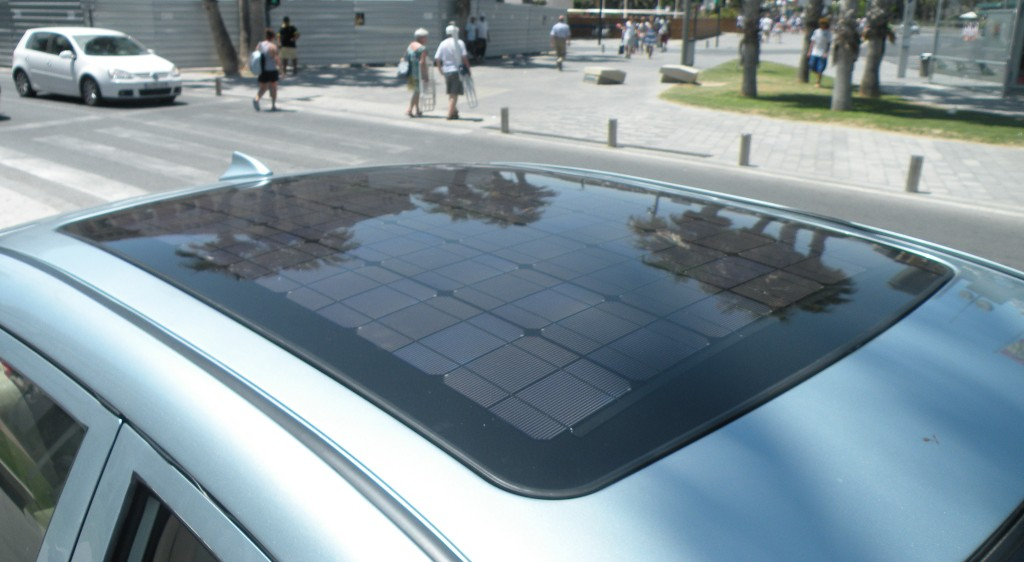
Techo solar.

Incorpora un techo de panel solar que envía energía a las baterías. El módulo de batería de energía solar convierte la energía solar absorbida en energía eléctrica de baja tensión. Seguidamente, el controlador DC-DC convierte la energía de baja tensión en energía de alta tensión. Finalmente, una caja de distribución de energía reparte la energía de alta tensión a la batería de hierro incorporada.

## Consumo de energía y costos de operación
El F3DM consume aproximadamente 16 kWh/100 km (0.58 MJ/km; 0.26 kWh/mi).
Los costos de operación se estiman de 1.44 USD a 2.72 USD por 100 km basándose en los precios de electricidad residencial en Estados Unidos continental, que varían en un rango de 9 a 17 centavos por kWh.

## Precio y ventas

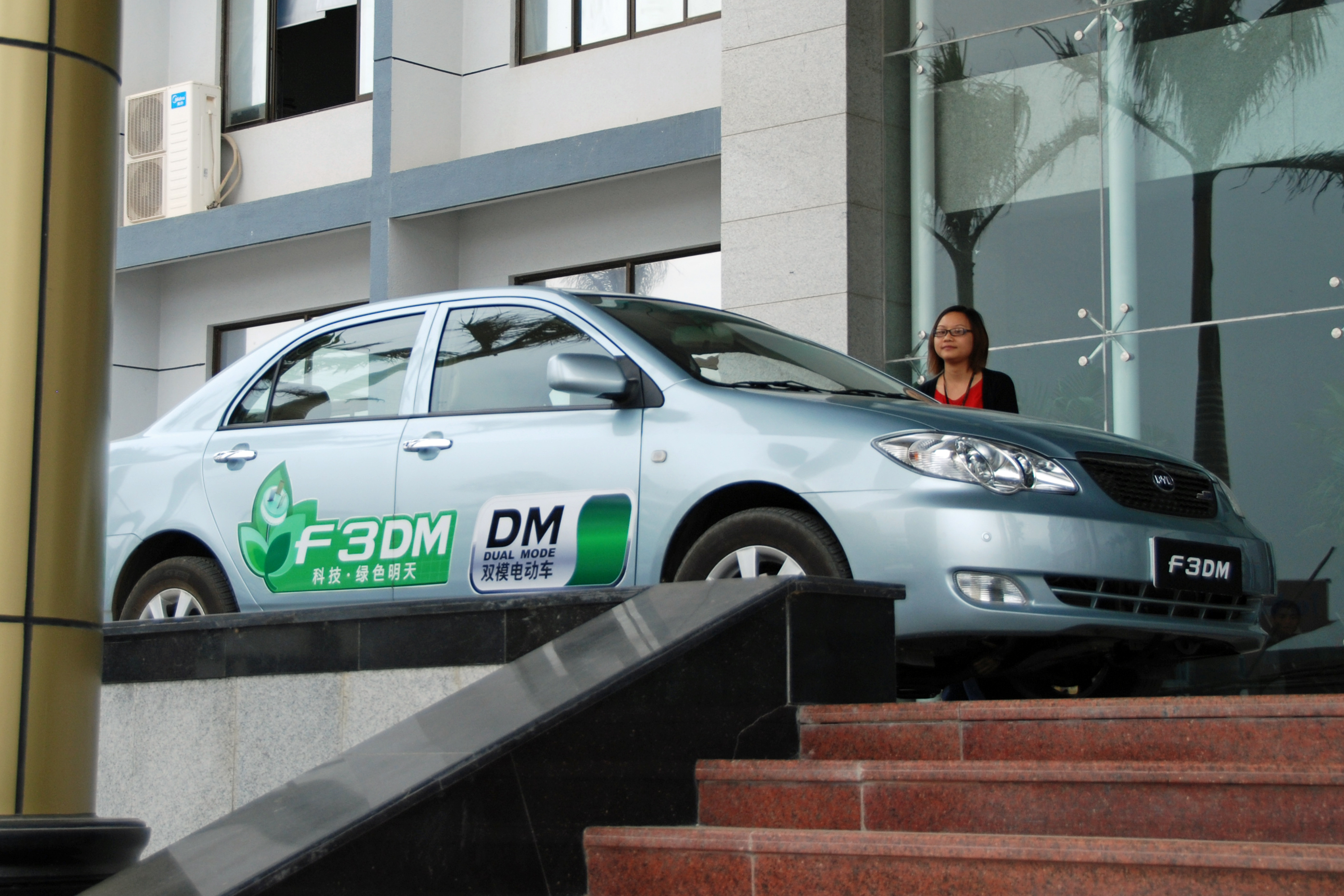
BYD F3DM en Shenzhen, China.

El F3DM inició ventas en diciembre de 2008 con un precio de 149.800 yuan (alrededor de USD 21.900). En abril de 2009 el presidente de BYD Auto anunció que el precio sería reducido para aumentar las ventas. Se esperaba que el nuevo precio fuese de alrededor de 109.800 yuan (USD 16.062).
Durante su primer año en el mercado chino el F3DM las ventas fueron bajas, al conseguir vender solamente 48 vehículos a clientes corporativos y gubernamentales. Desde el 29 de marzo de 2010, BYD Auto comenzó a vender el F3DM al público en general en la ciudad de  Shenzhen, en la provincia de Guangdong. Debido a que el F3DM casi cuesta el doble que un vehículo de combustible convencional, el fabricante cuenta con el otorgamiento de subsidios del gobierno local para que este híbrido enchufable resulte atractivo para los compradores individuales. También se prevén subsidios similares asociados a las energías limpias en por lo menos otras 12 ciudades chinas.
En España se vendía en 2011 por 28 000 euros antes de impuestos y sin contar con las subvenciones.